# أدريانا فريمان
أدريانا فريمان (بالإنجليزية: Adrianna Freeman)‏ هي مغنية مؤلفة أمريكية، ولدت في 12 مارس 1978.

## وصلات خارجية
- أدريانا فريمان على موقع ميوزك برينز (الإنجليزية)